# Trigonal prisme molekylær geometri
I kemi er trigonal prisme en molekylær geometri, med ét centralt atom med seks atomer eller ligander, der er placeret i to triangulære pyramider, så de danner en triangulær prisme.
Struktueren optræder ofte for d0-d2 overgangsmetal-komplekser med kovalent bundne ligander og en lille ladningsforskel. I d0 komplekser kan det tilskrives sd5 hybridisering, men i d1 og d2 komplekser er dz2-orbitalen har et lonepair.
Hexamethyltungsten (W(CH3)6) er det første eksempel på et molekyle med trigonal prisme geometri.